# Hollis Chenery
Hollis Burnley Chenery (ur. 6 stycznia 1918 w Richmond, zm. 1 września 1994 w Santa Fe) – amerykański ekonomista, pionier ekonomii rozwoju.

## Zarys biografii
Nauki pobierał na uniwersytetach w Arizonie i Oklahomie. Był studentem Wasilija Leontiewa. Podczas II wojny światowej służył w Korpusie Powietrznym Armii Stanów Zjednoczonych. Po wojnie uzyskał magisterium w California Institute of Technology oraz University of Virginia, a następnie obronił doktorat na Harvard University (1950). W latach 1952–1961 był profesorem ekonomii na Stanford University, następnie pracował w United States Agency for International Development. W 1965 wznowił karierę naukową, zostając profesorem na uniwersytecie Harvarda.
W latach 1972–1982 pracował jako wiceprezes Banku Światowego ds. polityki rozwoju. W swojej pracy naukowej zajmował się wieloma zagadnieniami, ale głównym polem jego aktywności była analiza wzorów rozwoju, zastosowanie modelu dwulukowego oraz analiza wielosektorowa. Chenery rozszerzył model wzrostu Harroda-Domara, wskazując na potrzebę importu dóbr kapitałowych do krajów rozwijających się. Wykazał, że nieuzasadnione jest stosowanie modeli rozwoju sprawdzonych w krajach rozwiniętych, w wypadku krajów, znajdujących się na etapie rozwoju. Jego prace spopularyzowały modele luki (modele luki Chenery'ego).

## Wybrane prace
- 1952 Overcapacity and the Acceleration Principle, "Econometrica"
- 1959 Interindustry Economics (wspólnie z P. Clarkiem)
- 1960 Patterns of Industrial Growth, "American Economic Review"
- 1961 Comparative Advantage and Development Policy, "American Economic Review"
- 1966 Foreign Assistance and Economic Development (wspólnie z A. Stroutem), "American Economic Review"
- 1971 Studies in Development Planning (praca zbiorowa)
- 1974 Redistibution with Growth: An Approach to Policy (praca zbiorowa)
- 1975 Patterns of Development 1950-1970 (wspólnie z R. Syrquinem)
- 1975 A Structuralist Approach to Development Policy, "American Economic Review"
- 1979 Structural Change and Development Policy
- 1983 Interaction Between Theory and Observation, "World Development"[3]